# Местен падеж
Местният падеж, или локативът (на латински: casus locativus), е падеж, който преди всичко означава място на действие или местоположение на обект, откъдето идва и названието на падежа. В общи линии в новобългарския език на този падеж съответства конструкция с някой от предлозите „в“, „на“, „при“. Местният падеж принадлежи към една група падежи заедно с лативния (падеж за направление) и отделителния падеж.

## Местният падеж в различни езици
Местният падеж съществува в много езици, например алтайските, индоевропейските и уралските езици.

### Индоевропейски езици
Местният падеж (наричан в руската граматика предложен падеж) се среща:
- в повечето съвременни славянски езици и в балтийските езици;
- в някои класически индоевропейски езици, например в санскрит и в латинския език;
- в някои съвременни индийски езици, например марати, в който аблативният падеж е изчезнал, или при необичайна архаична употреба в някои съвременни индийски езици.

#### Славянски езици
В съвременните славянски езици, в които е запазена падежната система, местният падеж се използва само с предлози, поради което на руски е наречен предложный падеж. В праславянския, а също така в старобългарския език се среща безпредложен местен падеж:
   (архиепископ в Цариград);
     (и момчето оздравя в същия час) (Матей, 17:18).
Освен това има редица наречия за място, образувани от форми за местен падеж:
 (горе),  (), , ,  и т.н.
Безпредложният местен падеж в старобългарския език е сравнително рядък, но напълно живи са формите след глаголи като  ,   (да се докосна), например:
     (Кой се допря до дрехите ми?) (Марко, 5:30);
  ,        (Понеже [Той] бе изцерил мнозина, [тъй че, които имаха недъзи,] наваляха върху Му, за да се докоснат до Него.) (Марко, 3:10).
Местният падеж в славянските езици обикновено има следните значения:
- Обект на реч, мисли, чувства, състояния и т.н.:

рус.:
Говорить об успехах науки
(говоря за успехите на науката);
рус.:
Сказка о рыбаке и рыбке
(Приказка за рибаря и рибката);
хърв.:
U to vrijeme nitko nije mislio o raketama i svemiru.
(По това време никой не мислеше за ракети и космос.);
ст.б.:
          
(А за онзи ден и час никой не знае) (Марко, 13:32).
- Време на действие:

рус.:
В августе я уеду в отпуск.
(През август ще замина в отпуск.);
хърв.: 
U rujnu počinje školska godina.
(През септември започва учебната година.);
ст.б.:
       
(и двамата бяха в напреднала възраст) (Лука, 1:7).
- Място на действие:

рус.:
Летом я был в деревне.
(През лятото бях на село.);
хърв.:
Stric stanuje u Rijeci.
(Чичо ми живее в Риека.);
ст.б.:
         
(Няма никой в рода ти, който да се нарича с това име) (Лука, 1:61).
- Оръдие на действие:

рус.:
играть на рояле
(свиря на роял);
хърв.:
Uživam svirati na violončelu.
(Доставя ми удоволствие да свиря на виолончело.).
- Начин на действие:

рус.:
отвернутся в негодовании
(да се отдръпна с негодувание);
- Признак на предмет:

рус.:
лицо в морщинах
(лице [покрито] с бръчки).

#### Остатъци от местен падеж в съвременния български език
В развоя на българския език най-рано изчезват онези падежи, които още в старобългарския започват да се използват само с предлози, а именно творителният и местният.
В съвременния български език обаче се срещат остатъци от форми на местен падеж в единствено число, предимно в наречия от именен произход:
- за време: зиме, лете, лани, есени, пролети;
- за място: горе, долу;
- за начин: добре, зле и т.н.

Срещат се и при бивши съществителни, понастоящем преосмислени като наречия:
- вкъщи, наяве.

Остатъци от форми на местен падеж в множествено число обаче не се откриват в съвременния български език.

### Турски
Местен падеж съществува в турския език. Образува се с окончанията -da за твърда основа и -de за мека основа:
bura (това място) – burada (тук);
elim (моята ръка) – elimde (в моята ръка).

### Фински
Във финския език има два други падежа с функцията на местен: инесивен („в“ падеж), който означава местоположение вътре в даден обект, и адесивен („на“ падеж), който означава местоположение извън даден обект или място. Старият уралски местен падеж все още се използва в някои изрази във финския език, например:
- ulkona (навън);
- kotona (вкъщи).

Във финската граматика местният падеж се разглежда като преминал в есивния (уподобителния падеж). Неговото окончание е -na/-nä.

### Инари-саамски
В инари-саамския език окончанието за местен падеж е -st:
- kyeleest (в езика);
- kieđast (в ръката).

### Унгарски
В унгарския език има девет подобни падежа, но името местен падеж съответства на формите, окончаващи на -t/-tt, използвани само при имената на няколко града, заедно с инесивния и супересивния (повърхностния) падеж. Местният падеж се открива и в няколко наречия за място и следлози. В съвременния унгарски език този падеж не е продуктивен.
Примери:
- Имена на градове:

Győrött (също и Győrben),
Pécsett (също и Pécsen),
Vácott (също и Vácon),
Kaposvárt и Kaposvárott (също и Kaposváron),
Vásárhelyt (също и Vásárhelyen);
- Наречия за място:

itt (тук),
ott (там),
imitt (ей тук),
amott (ей там),
alatt (под),
fölött (над),
között (между/сред),
mögött (зад)
и т.н.
Окончанията -ban/-ben при имената на градове са в инесивен падеж, а -on/-en/-ön са в супересивен падеж.

### Японски
В японския език във функцията на местен падеж се използват форми за творителен падеж с окончание -de, например:
sabaku-no hoshi-de (на пустинната планета).